# Уэст (Техас)
Уэст (Вест, англ. West) — город на юге США, в штате Техас. Входит в состав округа Мак-Леннан. Расположен в 20 км от окружного центра, города Уэйко. Население города, по состоянию на 2010 год, составляет 2674 человека.
Первые поселенцы появились здесь в 1840 году. С 1892 года имеет статус города. Назван по фамилии землевладельца Томаса Уэста (1834-1912).
В городе проживает большая чешская община.

## Происшествия
17 апреля 2013 года на заводе удобрений города Уэст произошёл мощный взрыв.

## Галерея

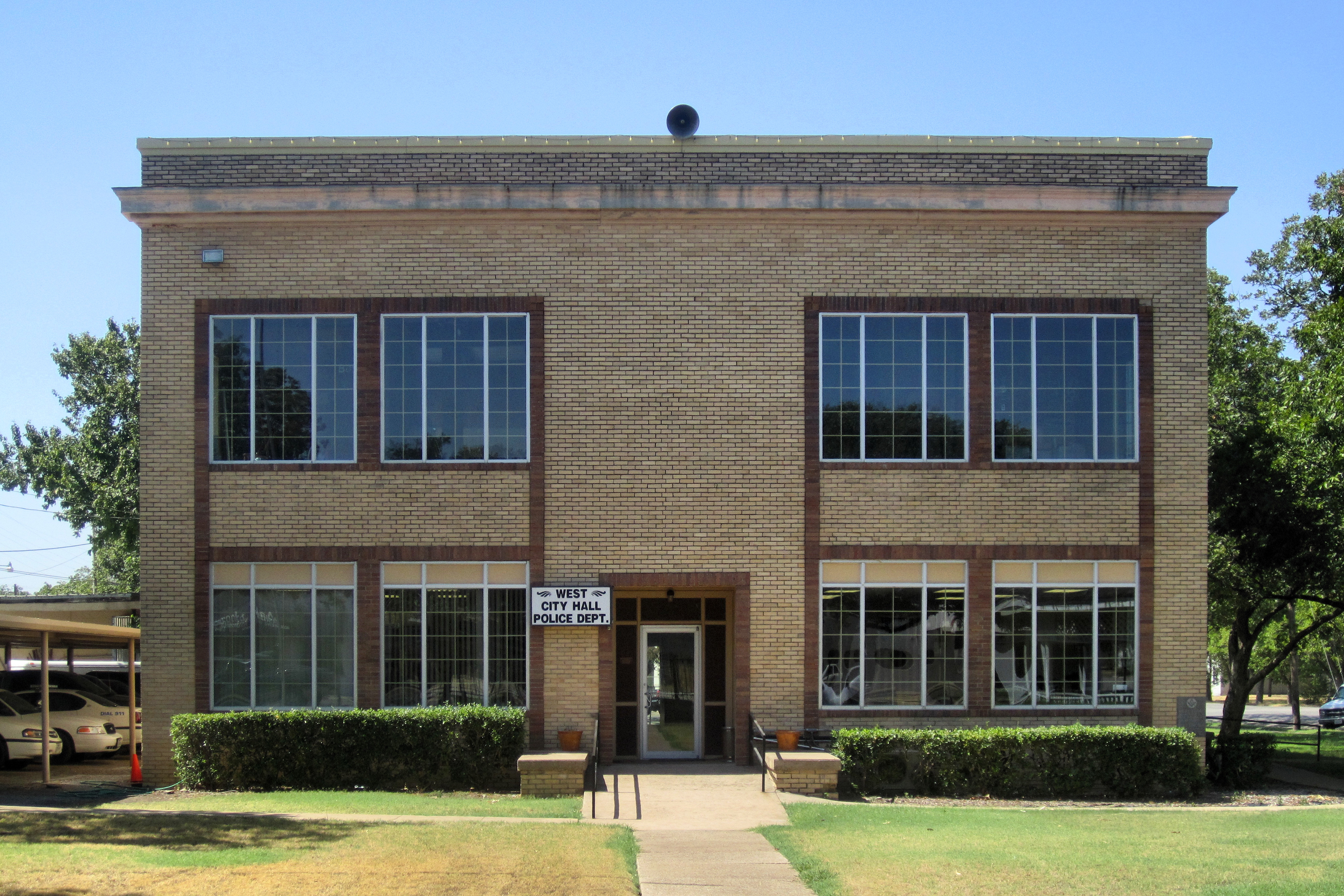
Мэрия и полицейский участок
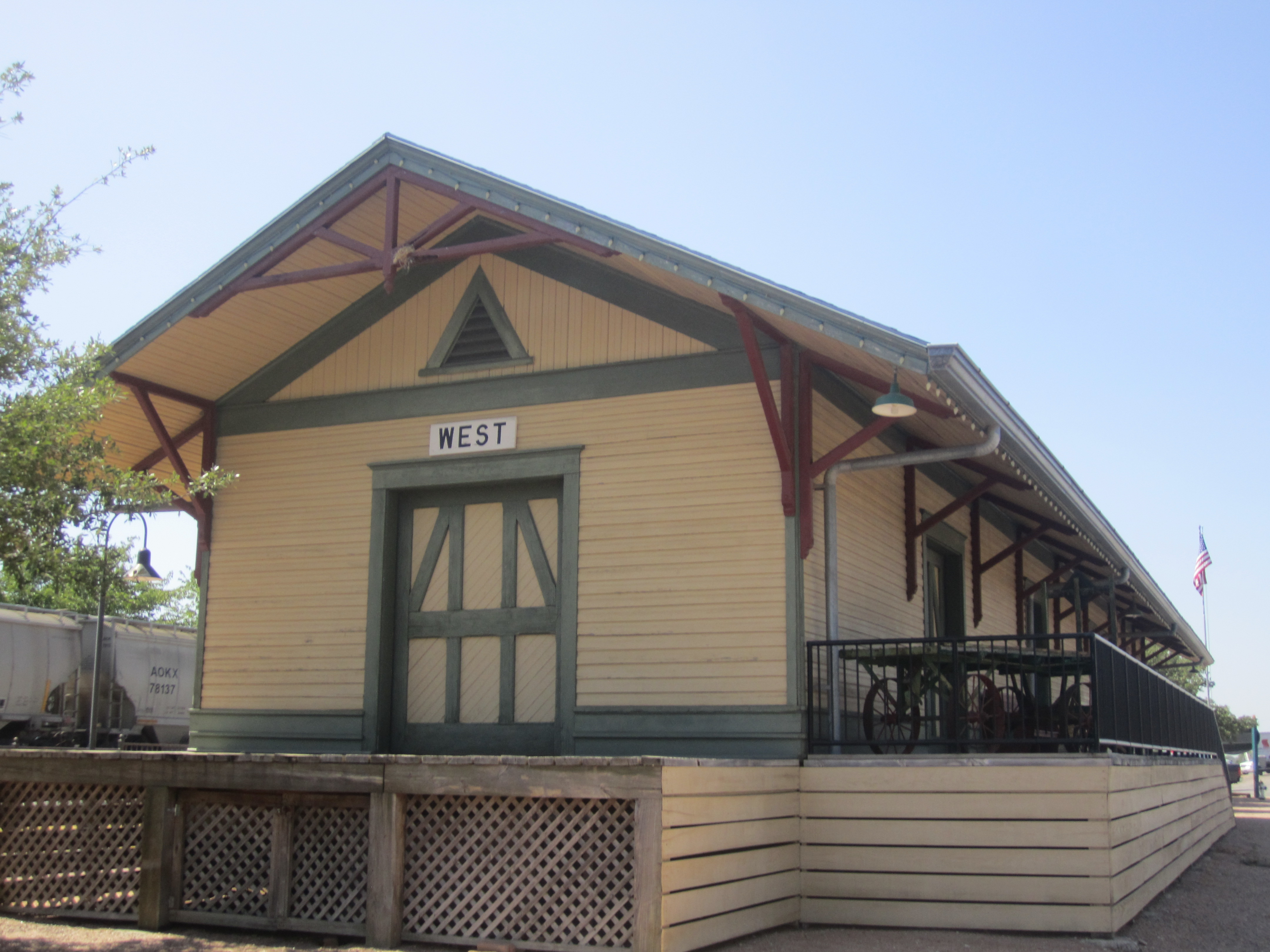
Восстановленное железнодорожное депо
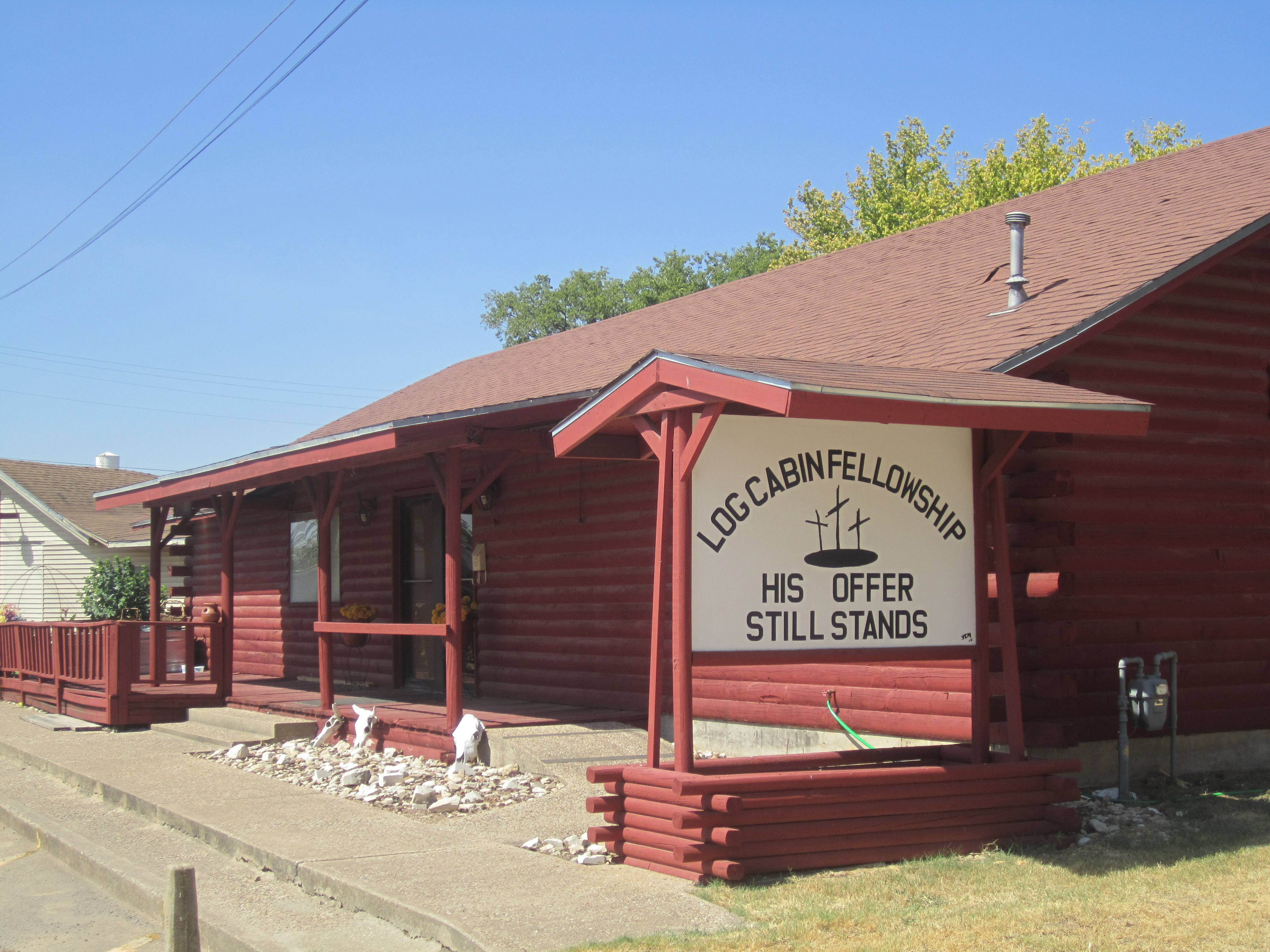
Бревенчатое здание церкви
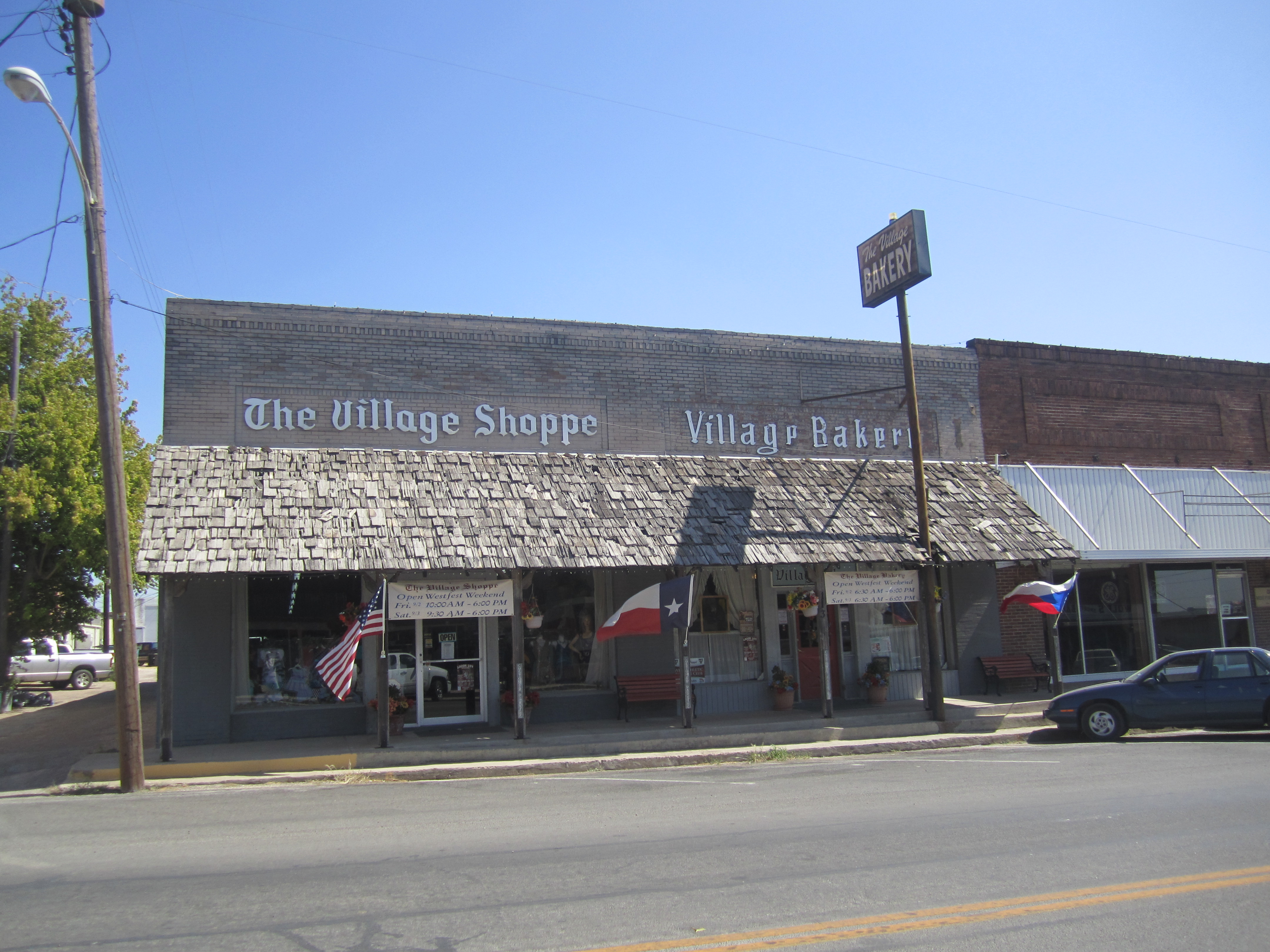
Магазин